# Cupaniopsis pennelii
Cupaniopsis pennelii är en kinesträdsväxtart som beskrevs av André Guillaumin. Cupaniopsis pennelii ingår i släktet Cupaniopsis och familjen kinesträdsväxter. Inga underarter finns listade i Catalogue of Life.